# Nancy Hill
Nancy May Hill (Gulgong, 21 ottobre 1934) è un'ex cestista australiana.

## Carriera
Con l'Australia ha disputato i Campionati del mondo del 1957, segnando 36 punti in 6 partite.